# Válka nemá ženskou tvář
Válka nemá ženskou tvář, v běloruském originále У войны не женское лицо, je kniha spisovatelky a novinářky Světlany Alexijevičové, laureátky Nobelovy ceny za literaturu za rok 2015. Jedná se o monology žen, které se účastnily tzv. Velké vlastenecké války. Autorka po čtyři roky jezdila po Sovětském svazu a na magnetofon zaznamenávala jejich výpovědi a příběhy, které zažily během Velké vlastenecké války. Alexijevičová sestavila text z autentických úryvků nahrávek, proto někteří kritici o knize hovoří jako o novém žánru, tzv. román hlasů.
Název knihy je inspirován citací z knihy Válka pod střechami (1960) od běloruského spisovatele Alexandra Mikhajloviče Adamoviče: „ Válka nemá ženskou tvář. Ale nic v této válce se nepamatuje více, ostřeji, hrozněji a krásněji než tváře našich matek. “

## Světlana Alexijevičová
Světlana Alexijevičová, laureátka Nobelovy ceny za literaturu 2015 se narodila v roce 1948 v bělorusko-ukrajinské rodině, žije v Minsku. Ve svých knihách se zabývá dramatickými událostmi, jakými byly druhá světová válka-knihy válka nemá ženskou tvář (y войны не женское лицо, 1983. Česky 1987) a Poslední svědci (Последние свидетели: книга недетских рассказов, 1985), černobylská katastrofa-Modlitba za Černobyl (Чернобыльская молитва, 1997, česky 2002), válka v Afghánistánu-Zinkovi chlapci (Цинковые мальчики, 1989, česky 2016) a rozpad Sovětského svazu- Doba z druhé ruky (Время second-hand, česky 2015).

## O knize
Hlavní motivací Alexijevičové vytvořit tuto knihu byl fakt, že většina knih o Druhé světové válce vypráví muži. Právě proto se rozhodla, že dá prostor ženám, kterých na území SSSR bojovalo přes 1 milion. Jedná se o autorčinu prvotinu, psala ji jako třicetiletá, proslavil ji žánr, kteří kritici později začali nazývat jako román hlasu. Alexijevičová po čtyři roky jezdila po SSSR a nahrávala rozhovory s několika desítkami žen, které se rozhodly zapojit do Velké vlastenecké války. Všechny protagonistky se do armády hlásily dobrovolně, některé musely dokonce přemlouvat své příbuzné, aby je do války pustili, jiné utíkaly z domova. V knize je velmi výrazně zobrazena obrovská touha pomoci své vlasti, ubránit Moskvu a porazit nacistické Německo. Kniha ale nevypráví pouze o vlastenectví, popisuje také všudypřítomný strach ze smrti, smrt, utrpení a o hrůze války.

## Ocenění
- Literární cena pojmenovaná podle Nikolai Ostrovského Svazu spisovatelů SSSR (1984)
- Cena časopisu "Říjen" (1984)
- Literární cena pojmenovaná po Konstantin Fedin svaz spisovatelů SSSR (1985)
- Cena Lenina Komsomola (1986)
- Andělská středoevropská literární cena (2011)
- Cena pojmenovaná podle Ryszarda Kapushchinskyho (2011)

## Úryvky z kritik
Pozoruhodný soubor výpovědí... Alexijevičová u kuchyňských stolů dostala z žen příběhy, které popisují skutečnost zcela jinak než oficiální verze. Vyprávějí zdrženlivě, ale nesmírně živě o let mých setkáních, hlubokých vztazích, nevyřčených pocitech.

Památník odvahy... Je těžké najít knihu, která by se zdála být závažnější a vice autentickou. Výpověď Alexijevičové o Druhé světové válce viděné očima stovek žen je zcela mimořádná.
The Guardian
Zjevení... Text Alexijevičové nám poskytuje detaily, jež vdechují život historii. Ženy v této knize hovoří o zkušenostech, o nichž nikdo před Alexijevičovou nepsal. Díky Alexijevičové se tyto hlasy staly součástí historie.

Financial Times